# Década de 300

## Eventos
- O Imperador Ōjin introduz tecnologia da Ásia continental. O primeiro mercado de que se tem registro "Kara no Ichi" estabeleceu-se em Yamato.[1]